# Corniol pirinenc

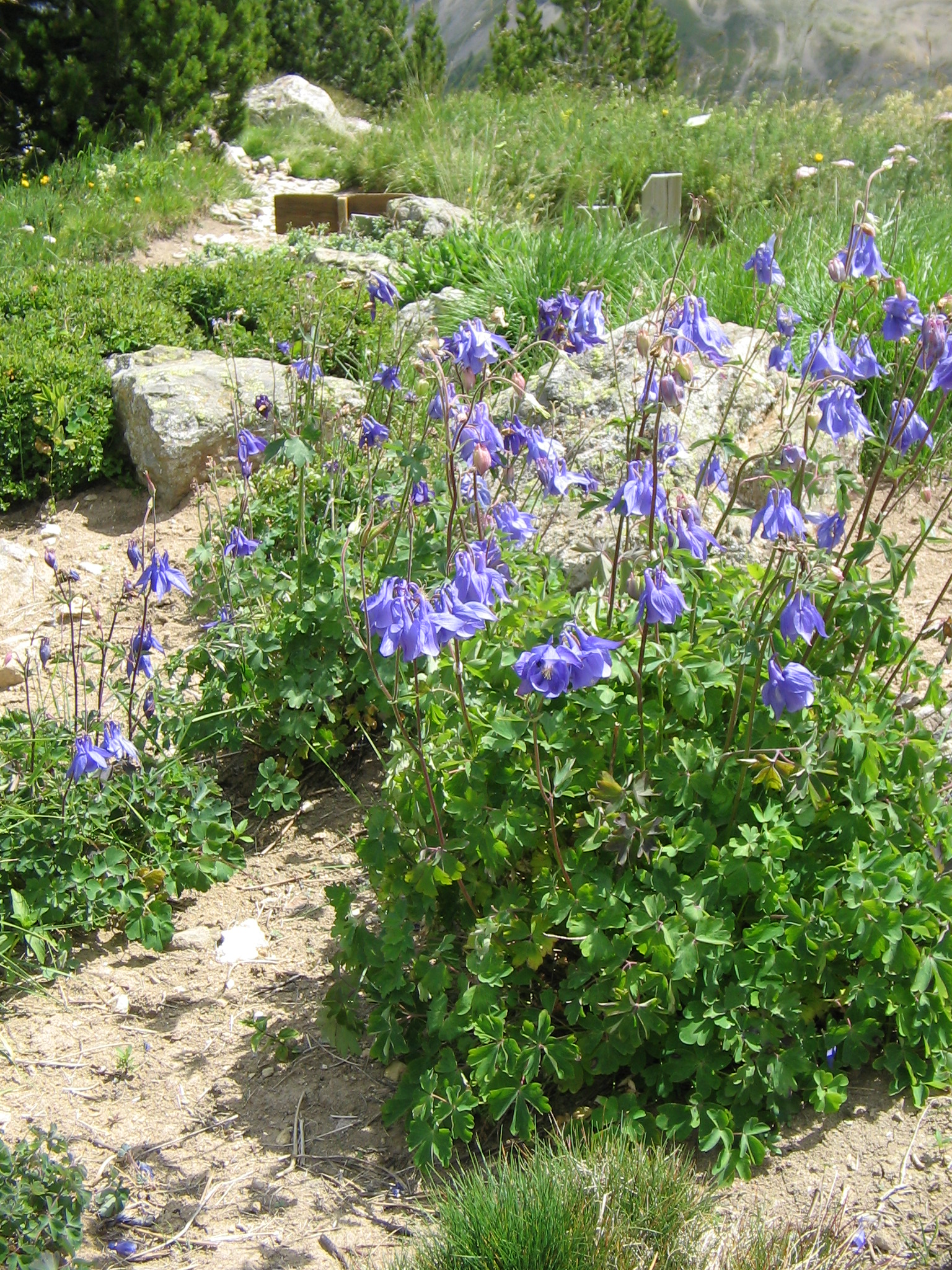
Vista de la planta

El corniol pirinenc (Aquilegia pyrenaica), és una espècie de planta amb flors que pertany a la família de les ranunculàcies.

## Descripció
Assoleix una altura de 10 a 35 cm, més o menys sense pèls, perenne, amb tiges generalment simples. La fulles són basals i trifoliades.
Les flors són de color blau viu o lila, de 3 a 5 cm d'ample. Té esperons llargs, prims i molt poc corbats, els estams són grocs i sobresurten.
Floreix entre juliol i agost.

## Hàbitat
És endèmica dels Pirineus i de parts de la península Ibèrica, on creix en rocams i pedregars, entre 1.400 i 2.500 msnm.

## Taxonomia
Aquilegia pyrenaica: va ser descrita per Augustin Pyramus de Candolle i publicat a Flore Françoise ed. 3, 4: 12, l'any 1805.
Citologia
Nombre de cromosomes d'Aquilegia pyrenaica (Fam. Ranunculaceae) i tàxons infraespecífics: 2n=14
Etimologia
Aquilegia: nom genèric que deriva del llatí aquila = "àguila", en referència a la forma dels pètals; se'n diu que és com l'urpa d'una àguila.
pyrenaica: epítet geogràfic que al·ludeix a la seva localització als Pirineus.
Sinonímia
- Aquilegia aragonensis Willk. in Willk. i Lange
- Aquilegia cazorlensis Heywood
- Aquilegia discolor Levier i Leresche
- Aquilegia guarensis Losa
- Aquilegia viscosa subsp. guarensis (Losa) J.M.Monts.[6]
- Aquilina pyrenaea Bubani[7]